# Synodites decipiens
Synodites decipiens är en stekelart som först beskrevs av Woldstedt 1877.  I den svenska databasen Dyntaxa används istället namnet Syndipnus decipiens. Enligt Catalogue of Life ingår Synodites decipiens i släktet Synodites och familjen brokparasitsteklar, men enligt Dyntaxa är tillhörigheten istället släktet Syndipnus och familjen brokparasitsteklar. Arten är reproducerande i Sverige. Inga underarter finns listade i Catalogue of Life.